# 高田和己
高田 和己（Takada Kazumi）は、東武緑地株式会社東京支店 取締役支店長、日本の造園家。日本造園建設業協会安全部会委員。
日本大学生産工学部建築工学科卒、1級造園施工管理技士・1級土木施工管理技士。
代表作に、東武藤が丘カントリー倶楽部中庭など。
著書に『だれでもわかる安全な造園作業』（共著、日本造園建設業協会、日本造園組合連合会、2019年3月）がある。